# لورن پاول جابز
لورن پاول جابز (به انگلیسی: Laurene Powell Jobs) (زاده ۶ نوامبر ۱۹۶۳) کارآفرین، سرمایه‌دار و مدیر ارشد اجرایی آمریکایی است، که هم‌اکنون بزرگترین سهام‌دار شرکت اپل می‌باشد، همچنین ۸٪ از سهام شرکت والت دیزنی را نیز در اختیار دارد.
لورن پاول جابز یک وارث میلیاردر آمریکایی، زن تاجر، مدیر اجرایی و بنیانگذار شرکت امرسون کالکتیو است، سازمانی که در میان سایر فعالیت‌های سرمایه‌گذاری و خیرخواهانه، از سیاست‌های مربوط به اصلاح آموزش، توزیع مجدد اجتماعی و حفاظت از محیط زیست حمایت می‌کند. او همچنین یکی از بنیانگذاران و رئیس هیئت مدیره کالج پیست است که دانش آموزان دبیرستان محروم را برای دانشگاه آماده می‌کند. پاول جابز با سه فرزندش در پالو آلتو، کالیفرنیا زندگی می‌کند. او بیوه و وارث استیو جابز، بنیانگذار و مدیرعامل سابق شرکت اپل است. او Laurene Powell Jobs Trust را مدیریت می‌کند.
وی در سال ۱۹۹۱ با بنیانگذار اپل؛ استیو جابز ازدواج کرد و پس از درگذشت جابز در سال ۲۰۱۱ وارث کلیه دارایی‌های او شد. لورن پاول جابز در سال ۲۰۱۴ در رتبه‌بندی انجام شده توسط مجله فوربز در رتبه ۲۹ از فهرست قدرتمندترین زنان جهان قرار گرفت.

## زندگی
پاول جابز در میلفورد غربی، نیوجرسی بزرگ شد. او لیسانس علوم سیاسی از دانشکده هنر و علوم دانشگاه پنسیلوانیا و یک مدرک کارشناسی اقتصاد از دانشکده وارتون دانشگاه پنسیلوانیا در سال ۱۹۸۵ گرفت. وی مدرک مدیریت ارشد کسب‌وکار خود را از مدرسه عالی کسب‌وکار استنفورد در سال ۱۹۹۱ دریافت کرد.
در اکتبر ۱۹۸۹، استیو جابز سخنرانی «دیدگاه از بالا» را در دانشکده بازرگانی استنفورد ارائه داد. لورن پاول دانشجوی جدید MBA بود و مخفیانه جلوی سخنرانی را گرفت و با جابز که در کنار وی نشسته بود گفتگو کرد. آنها در پایان آن شب با هم شام خوردند. یک سال و نیم بعد، در ۱۸ مارس ۱۹۹۱، آنها در یک مراسم در هتل Ahwahnee در پارک ملی یوسیمیتی ازدواج کردند. رئیس عروسی Kinobun Chino Otogawa، یک راهب بودایی ذن بود. پسر آنها، رید، در سپتامبر ۱۹۹۱ متولد شد و دخترانش ارین در سال ۱۹۹۵ و حوا در سال ۱۹۹۸ به دنیا آمدند. لورن همچنین نامادری لیزا برنان-جابز، دختر استیو از یک رابطه قبلی است که در سال ۱۹۷۸ متولد شد.
پاول جابز یکی از بنیانگذاران Terravera، یک شرکت غذایی طبیعی بود که به خرده فروشان در سراسر کالیفرنیای شمالی می‌فروخت. او همچنین در هیئت مدیره Achieva خدمت می‌کرد، که ابزارهای آنلاین ایجاد کرد تا دانش آموزان در مطالعه استانداردتر به‌طور موثرتر مطالعه کنند. قبل از مدرسه بازرگانی، پاول جابز برای مدیریت دارایی مریل لینچ کار می‌کرد و سه سال را در گلدمن ساکس به عنوان استراتژیست تجارت با درآمد ثابت گذراند.
در تاریخ ۳ اکتبر ۲۰۱۷، گزارش‌ها حاکی از آن بود که پاول جابز سهمی از گروه مالکیت Monumental Sports & Entertainment را که شامل واشینگتن ویزاردز، Washington Capitals و کپیتال وان آرنا خریداری کرده‌است. تقریباً بیست درصد سهام وی او را به دومین سهامدار بزرگ پشت رئیس تد لئونسیس تبدیل می‌کند.

## مرگ استیو جابز
در ۵ اکتبر ۲۰۱۱، در سن ۵۶ سالگی، استیو جابز، مدیر عامل شرکت اپل، به دلیل عوارض ناشی از عود سرطان لوزالمعده سلول عصبی و غدد درون ریز سلول جزیره ای که قبلاً درمان شده بود، درگذشت. پاول جابز استیون جابز تراست را به ارث برد، که تا ماه مه ۲۰۱۳ دارای ۳/۷ درصد سهام شرکت والت دیزنی با ارزش تقریبی ۱۱٫۱ میلیارد دلار و ۳۸٫۵ میلیون سهم شرکت اپل بود.
از ژوئیه سال ۲۰۲۰، پاول جابز و خانواده اش در رده ۵۹ در لیست سالانه میلیاردرهای فوربس و سی ام در فوربس ۴۰۰ قرار دارند. طبق همین لیست، وی ثروتمندترین زن صنعت فناوری است.

## فعالیت‌ها
در سال ۲۰۰۴، پاول جابز Emerson Collective را تأسیس کرد، یک شرکت خصوصی که به عنوان یک شرکت با مسئولیت محدود ساخته شده‌است که از کارآفرینان اجتماعی و سازمان‌هایی که در اصلاحات آموزش و مهاجرت، عدالت اجتماعی، رسانه‌ها، روزنامه‌نگاری و حفاظت از طریق مشارکت‌ها، کمک هزینه‌ها، و سرمایه‌گذاری‌ها حمایت می‌کند. پاول جابز از طریق امرسون مالک آتلانتیک و اکسیوس است.
در انتخابات ریاست جمهوری ۲۰۱۶ ایالات متحده، پاول جابز ۲ میلیون دلار به هیلاری کلینتون کمک کرد و ۴ میلیون دلار بیشتر نیز برای وی جمع کرد.
در سال ۲۰۱۷، وی از تأسیس سازمان سیاسی ACRONYM، حمایت کرد که سوالات اخلاقی را برای پاول جابز برای ایجاد اتاق خبر پیک ایجاد کرد.
در مقدمات انتخابات ریاست جمهوری سال ۲۰۲۰ ایالات متحده، پاول جابز به مبارزات انتخاباتی نامزدهای دموکرات ایمی کلوبشار، جو بایدن، پیت بودجج، کامالا هریس، کوری بوکر و مایکل بنت کمک مالی کرد. پس از اینکه جو بایدن نامزد احتمالی ریاست جمهوری دموکرات شد، وی بیش از ۶۰۰٬۰۰۰ دلار به مبارزات انتخاباتی خود اهدا کرد.

## انسان دوستی
در سال ۱۹۹۷، پاول جابز و کارلوس واتسون برای بهبود میزان فارغ‌التحصیلی دبیرستان، ثبت نام در کالج و فارغ‌التحصیلی دانشگاه برای دانش آموزان «کم هزینه»، یک دانشگاه غیرانتفاعی College Track، یک سازمان غیرانتفاعی را در ایست پالو آلتو، کالیفرنیا تأسیس کردند.
از فارغ التحصیلان دبیرستان کالج تراک، که بسیاری از آنها دانشجوی نسل اول دانشگاه هستند، تقریباً ۹۰ درصد در کالج‌های چهار ساله تحصیل می‌کنند و ۷۰ درصد در شش سال دانشگاه را به پایان می‌رسانند، در حالی که میانگین کشوری برای دانشجویان کالج نسل اول ۲۴ درصد است. کالج پیست دارای امکاناتی در شرق پالو آلتو، ساکرامنتو، سانفرانسیسکو، اوکلند، واتس، بویل هایتز، نیواورلئان، آرورا، کلرادو، دنور و منطقه واشینگتن دی سی است. [34] پاول جابز گفت: «ما پنج شهر لیست انتظار داریم که می‌خواهیم مراکزی را در آنها راه اندازی کنیم. اگرچه ما می‌خواهیم استانداردهای خود را بالا نگه داریم و از طریق حق رای دادن یا انتشار برنامه درسی و آموزش خود تمایلی به رشد نداریم.»
در سپتامبر ۲۰۱۵، پاول جابز پروژه ای ۵۰ میلیون دلاری را برای ایجاد دبیرستان‌هایی با رویکردهای جدید در زمینه آموزش راه اندازی کرد. XQ: پروژه سوپر مدرسه نامیده می‌شود، هدف این طرح الهام بخشیدن به تیم‌هایی از مربیان، دانش آموزان و رهبران جامعه برای ایجاد و اجرای طرح‌های جدید برای دبیرستان‌ها است. تلاش‌ها شامل تغییر در برنامه‌های درسی، برنامه‌های درسی و فن آوری‌ها به منظور جایگزینی مدل آموزش دبیرستان‌های یک ساله کشور است. بودجه XQ از Emerson Collective پاول جابز تأمین می‌شود. به دنبال کمک مالی ۵۰ میلیون دلاری اولیه، XQ با اعلام کمک مالی اضافی، به ده مدرسه ۱۰ میلیون دلار به ازای کمک مالی کل ۱۰۰ میلیون دلار اعطا کرد. مدارس از حدود ۷۰۰ مقاله در سراسر کشور انتخاب شده‌است. تیم مشاوران پاول جابز توسط Russlynn H. Ali هدایت می‌شود.

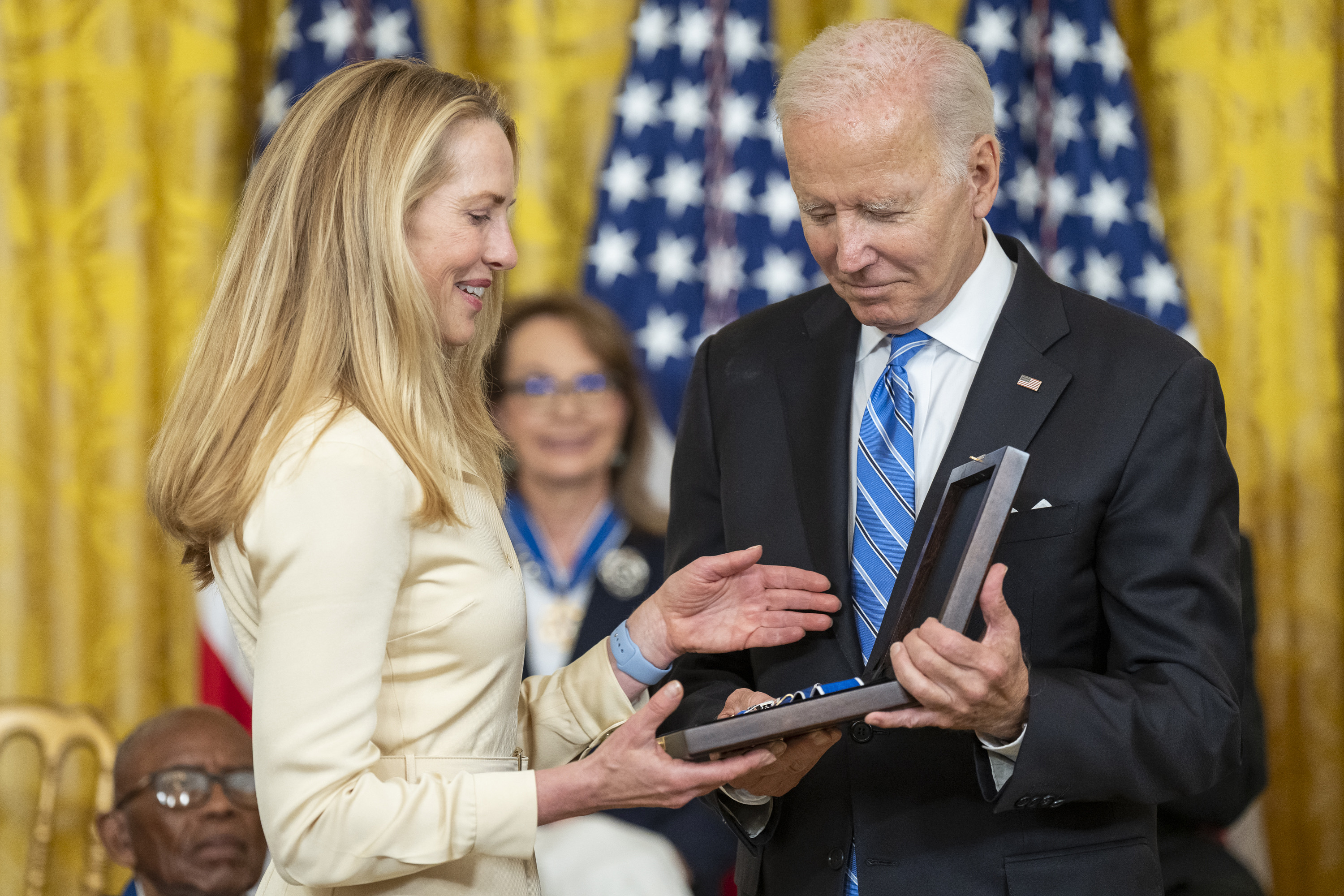
لورن در حال دریافت مدال آزادی از جو بایدن 2022

پاول جابز یکی از اعضای بنیانگذار شورای رهبری اقلیم است.
از سال ۲۰۱۸، پاول جابز در هیئت مدیره College Track , Conservation International و دانشگاه استنفورد قرار دارد. وی رئیس هیئت مدیره XQ [48] است و همچنین در هیئت مشاور رئیس شورای روابط خارجی می‌باشد. وی در سال ۲۰۱۴ از نظر فوربس به عنوان ۲۹ امین زن قدرتمند جهان قرار گرفت. رتبه وی از ۳۹ در سال ۲۰۱۳ افزایش یافت.
خیرخواهی پاول جابز «شفافیت و پاسخگویی» محدود توصیف شده‌است. در واقع، در سال ۲۰۱۹، پاول جابز توسط Inside Philanthropy «کمترین شفاف سازنده بزرگ» سال ۲۰۱۹ لقب گرفت.